# Paestum
Paestum fu un'antica città della Magna Grecia, chiamata dai greci Poseidonia in onore di Poseidone, ma devotissima anche ad Atena ed Era. Dopo la sua conquista da parte dei Lucani venne chiamata Paistom, per poi assumere, sotto i Romani, il nome di Paestum. L'estensione del suo abitato è ancora oggi ben riconoscibile, racchiuso dalle sue mura greche, così come modificate in epoca lucana e poi romana.
Si trova in Campania, in provincia di Salerno, nell'omonima frazione del comune di Capaccio Paestum, a circa 40 km a sud di Salerno (97 km a sud di Napoli); è situata nella piana del Sele, vicino al litorale, nel golfo di Salerno.
Nel 2021 il sito archeologico registrò oltre 216 000 visitatori.

## Storia

### Preistoria

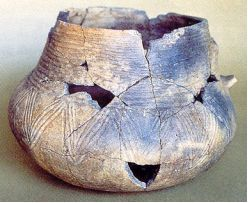
Vaso della cultura del Gaudo

L'area successivamente occupata dalla città è stata abitata fin dall'epoca preistorica. Ad oriente della Basilica, nell'area prospiciente l'ingresso, sono stati rinvenuti manufatti databili dall'età paleolitica fino all'età del bronzo; a sud di essa, verso Porta Giustizia, sono stati scoperti i resti di capanne, a testimonianza dell'esistenza di un abitato preistorico.
Nell'area del Tempio di Cerere, e tra questo e Porta Aurea, sono emerse attestazioni archeologiche che documentano uno stanziamento di età neolitica: poiché sia la Basilica che il Tempio di Cerere si trovano su due lievi alture - probabilmente in epoca preistorica più accentuate - si può immaginare che fossero occupate da due villaggi, separati da un piccolo torrente che scorreva dove oggi si trova il Foro. Forse in epoca eneolitica le due alture furono abitate dalla popolazione di origine egeo-anatolica appartenente alla facies della Civiltà del Gaudo, che poi scelse come luogo privilegiato per le sue sepolture la località Gaudo, situata a 1,4 chilometri a nord di Paestum.

### Fondazione

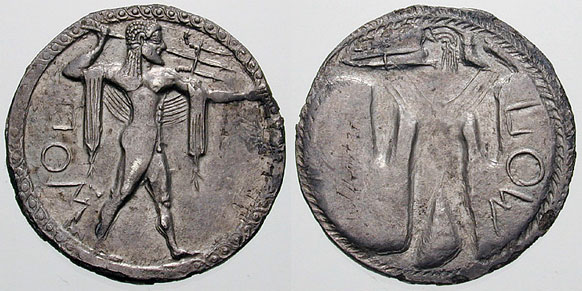
Moneta incusa di Poseidonia (530-500 a.C.), con Poseidone e la sigla ΠΟΣ (=POSeidonia>)

La fonte letteraria principale sulla fondazione di Poseidonia è costituita da un passo di Strabone, che la mette in relazione con la polis di Sibari. L'interpretazione di questo passo è stata lungamente discussa dagli studiosi. Sulla base delle evidenze archeologiche raccolte finora, l'ipotesi più valida sembra essere quella secondo cui la fondazione della colonia sarebbe avvenuta in due tempi: al primo impianto, consistente nella costruzione di una fortificazione ("teichos") lungo la costa, sarebbe seguito l'arrivo in massa dei coloni e la fondazione vera e propria ("oikesis") della città.
In base ai dati archeologici, si può tentare una ricostruzione del quadro che portò alla nascita della città. Verso la metà del VII secolo a.C., la città di Sibari iniziò a fondare una serie di sub-colonie lungo la costa tirrenica, con funzioni commerciali: tra esse si annoverano Laos ed uno scalo, il più settentrionale, presso la foce del Sele, dove venne fondato un santuario dedicato ad Hera, con valenza probabilmente emporica. I Sibariti giunsero nella piana del Sele tramite vie interne che la collegavano al Mare Ionio.
Grazie ad un intenso traffico commerciale che avveniva sia per mare - entrando in contatto con il mondo greco, etrusco e latino - sia via terra - commerciando con le popolazioni locali della piana e con quelle italiche nelle vallate interne - nella seconda metà del VII secolo a.C. si sviluppò velocemente l'insediamento che poi dovette dar luogo a Poseidonia, evento accelerato certamente anche da un preciso progetto di inurbamento. Una necropoli, scoperta nel 1969 subito al di fuori delle mura della città, contenente esclusivamente vasi greci di fattura corinzia, attesta che la polis doveva essere in vita già intorno all'anno 625 a.C.

### Età greca:Poseidonia

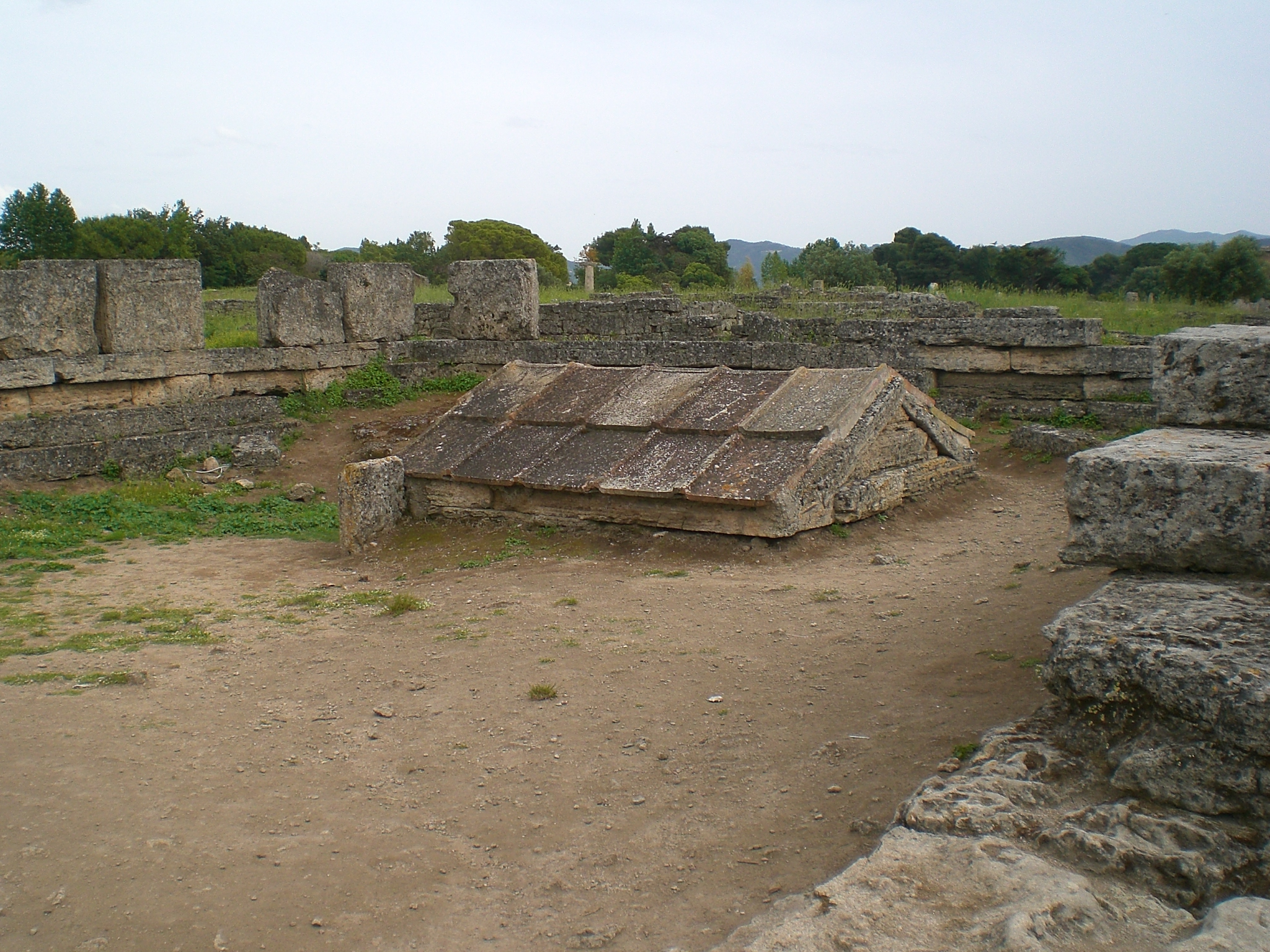
Il sacello sotterraneo, l'Heroon.

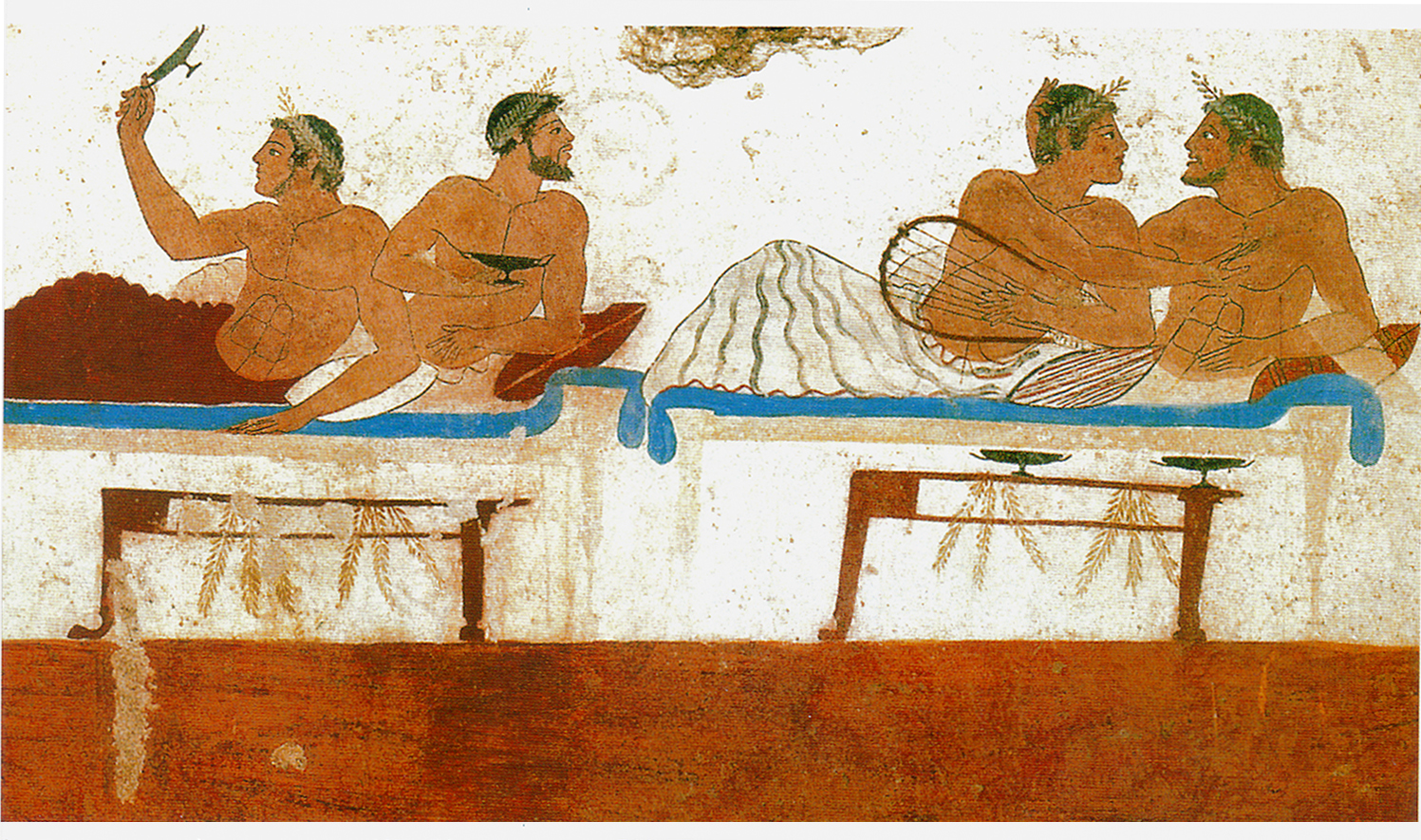
Dettaglio di una parte della cosiddetta Tomba del Tuffatore, raro esempio di sepoltura greca affrescata.

Dal 560 a.C. al 440 a.C. si assiste al periodo di massimo splendore e ricchezza di Poseidonia. Tale apice fu dovuto a diversi fattori, alcuni dei quali si possono ravvisare, ad esempio, nella diminuzione dell'influenza etrusca sulla riva destra del Sele nella prima metà del VI secolo a.C.. Con l'allentarsi della presenza etrusca si dovette infatti creare un vuoto di potere ed economico nella zona a nord del Sele da cui Poseidonia trasse vantaggio.
A tale evento seguirono altri due tragici accadimenti: la distruzione della città di Siris (corrispondente all'attuale Policoro) sul Mar Ionio, da parte di Crotone, Sibari e Metaponto; e la distruzione di Sibari stessa nel 510 a.C., ad opera di Crotone. L'esplosione di benessere e di ricchezza, che si riscontra a Poseidonia in coincidenza con quest'ultimo avvenimento, fa sospettare che buona parte dei Sibariti, fuggiti dalla città distrutta, dovettero trovare rifugio nella loro sub-colonia, portandovi le proprie ricchezze. Ascrivibile al medesimo periodo è la costruzione di un monumentale sacello sotterraneo: potrebbe trattarsi di un cenotafio dedicato ad Is, mitico fondatore di Sibari, edificato a Poseidonia dai profughi Sibariti. Nello stesso arco cronologico, a distanza di cinquant'anni l'uno dall'altro, vengono eretti anche la cosiddetta Basilica (560 a.C. circa), il Tempio cosiddetto "di Cerere", ma in realtà consacrato ad Atena (510 a.C. circa) ed il Tempio cosiddetto "di Nettuno" (460 a.C. circa).

### Età lucana:Paistom

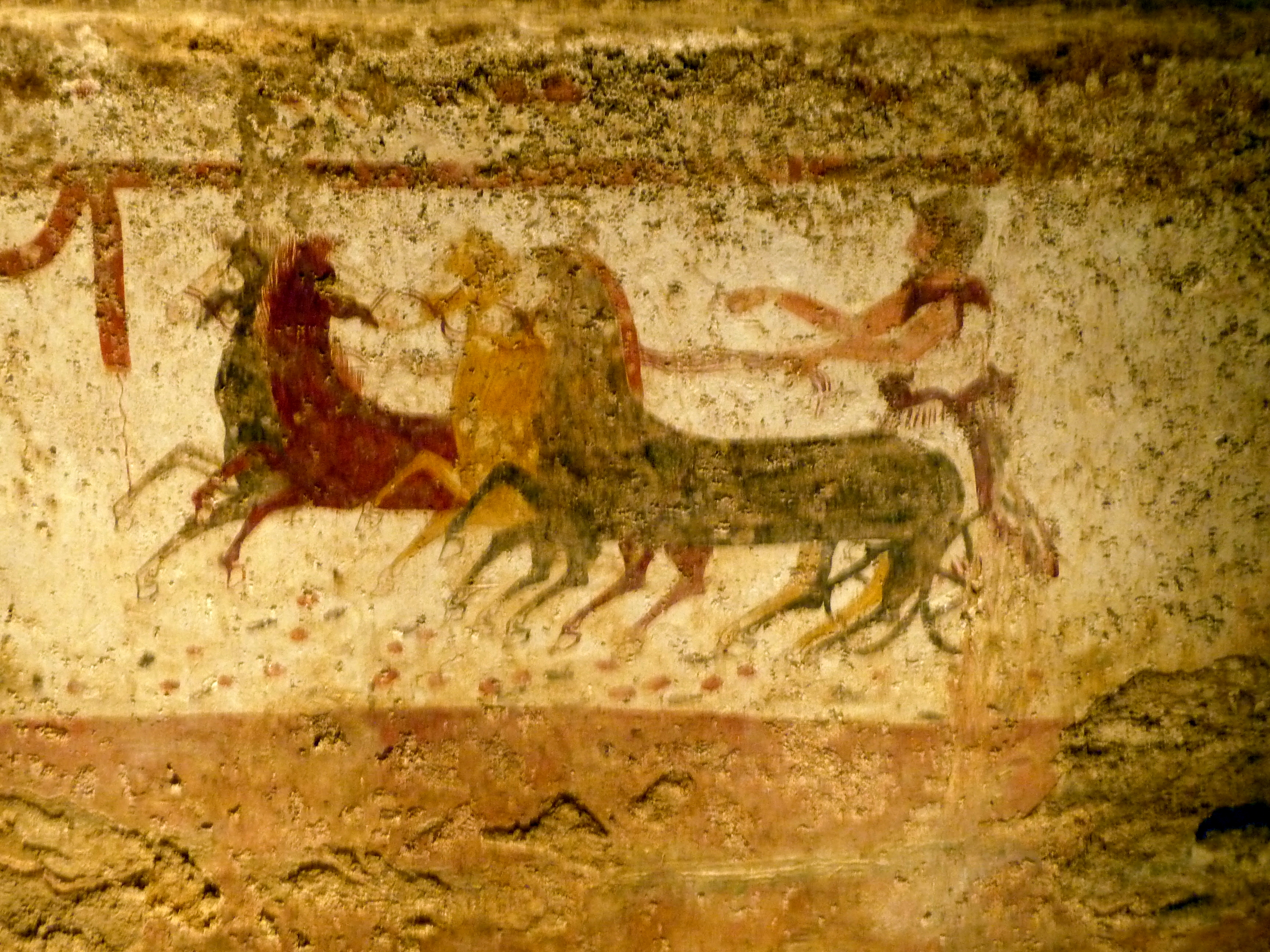
Affresco di una tomba lucana proveniente da Paestum.

In una data collocabile tra il 420 a.C. e 410 a.C., i Lucani presero il sopravvento nella città, mutandone il nome in Paistom. A parte sporadici riferimenti nelle fonti, non si conoscono i particolari bellici della conquista lucana, probabilmente perché non dovette trattarsi di una conquista repentina. È un processo che è possibile riscontrare in altre località (ad esempio nella non distante Neapolis), dove vi fu una lenta, graduale, ma costante infiltrazione dell'elemento italico, dapprima richiamato dagli stessi Greci per i lavori più umili e servili, per poi divenir parte della compagine sociale mediante il commercio e la partecipazione alla vita cittadina, fino a prevalere e a sostituirsi nel potere politico della città.
Sebbene letterati e poeti greci riportino il rimpianto dei Poseidoniati per la perduta libertà e per la decadenza della città, l'archeologia testimonia che il periodo di splendore proseguì ben oltre la "conquista" lucana, con la produzione di vasi dipinti (talora firmati da artisti di prim'ordine quali Assteas, Python e il Pittore di Afrodite), con sepolture copiosamente affrescate e preziosi corredi tombali. Tale ricchezza doveva derivare in larga misura dalla fertilità della piana del Sele, ma anche dalla produzione stessa di oggetti di grande qualità, parte cospicua di quei commerci instauratisi durante il periodo precedente. Neanche il carattere greco della città scomparve del tutto, come attestano, oltre la produzione dei vasi dipinti, anche la costruzione del bouleuterion e la monetazione, che preservò le sue prerogative elleniche.
Breve parentesi fu aperta nel 332 a.C., quando Alessandro il Molosso, re dell'Epiro - giunto in Italia su richiesta di Taranto in difesa contro Bruzi e Lucani - dopo aver riconquistato Eraclea, Thurii, Cosentia, giunse a Paistom. Qui si scontrò con i Lucani, sconfiggendoli e costringendoli a cedergli degli ostaggi. Ma il sogno del Molosso di conquistare l'Italia meridionale ebbe breve durata: la parentesi si chiuse nel 331 a.C., con la sua morte in battaglia presso Pandosia. Paistom ritornò così sotto il dominio lucano.

### Età romana:Paestum

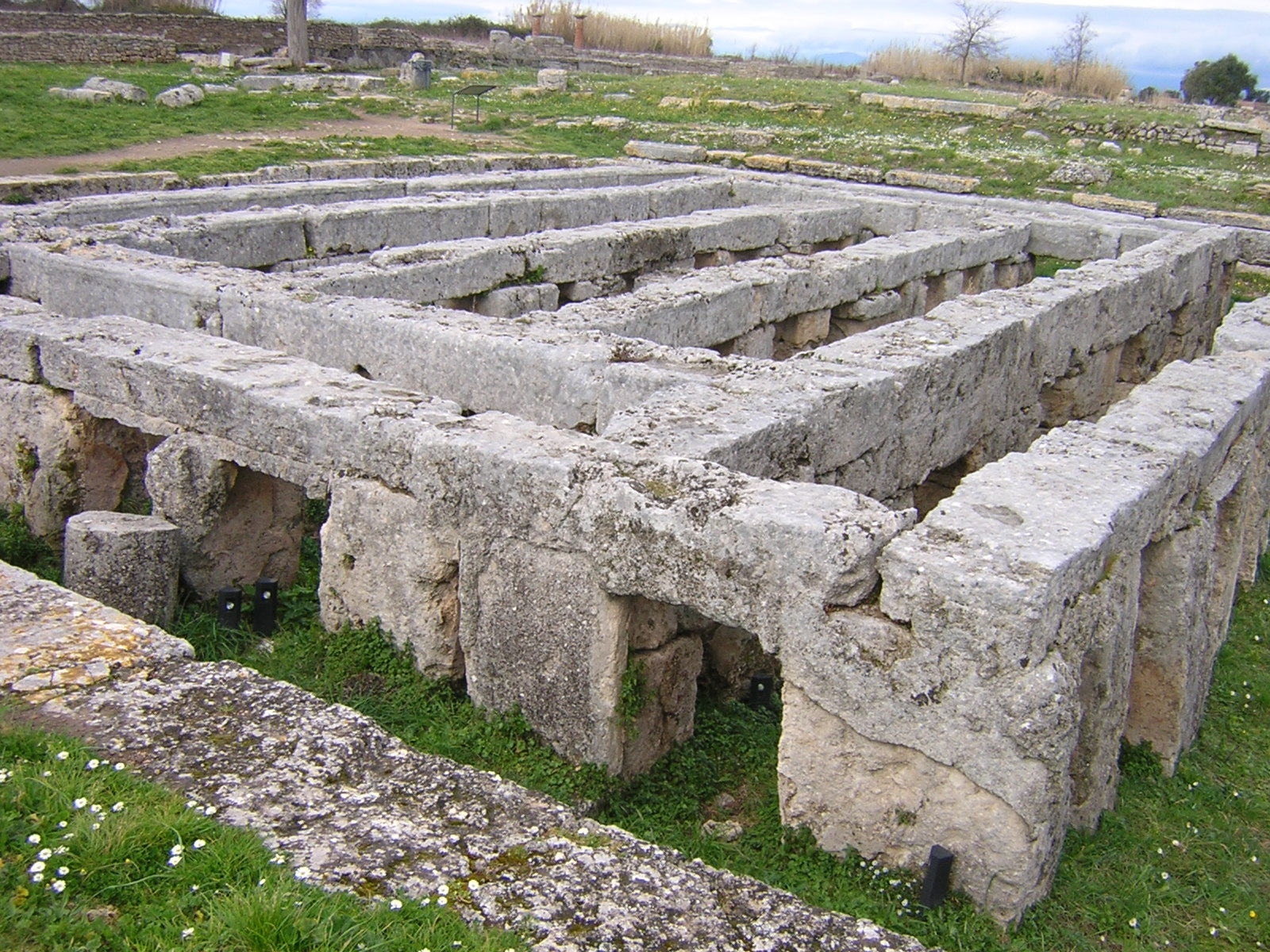
Struttura a pilastri con piscina, forse santuario della Fortuna Virile.

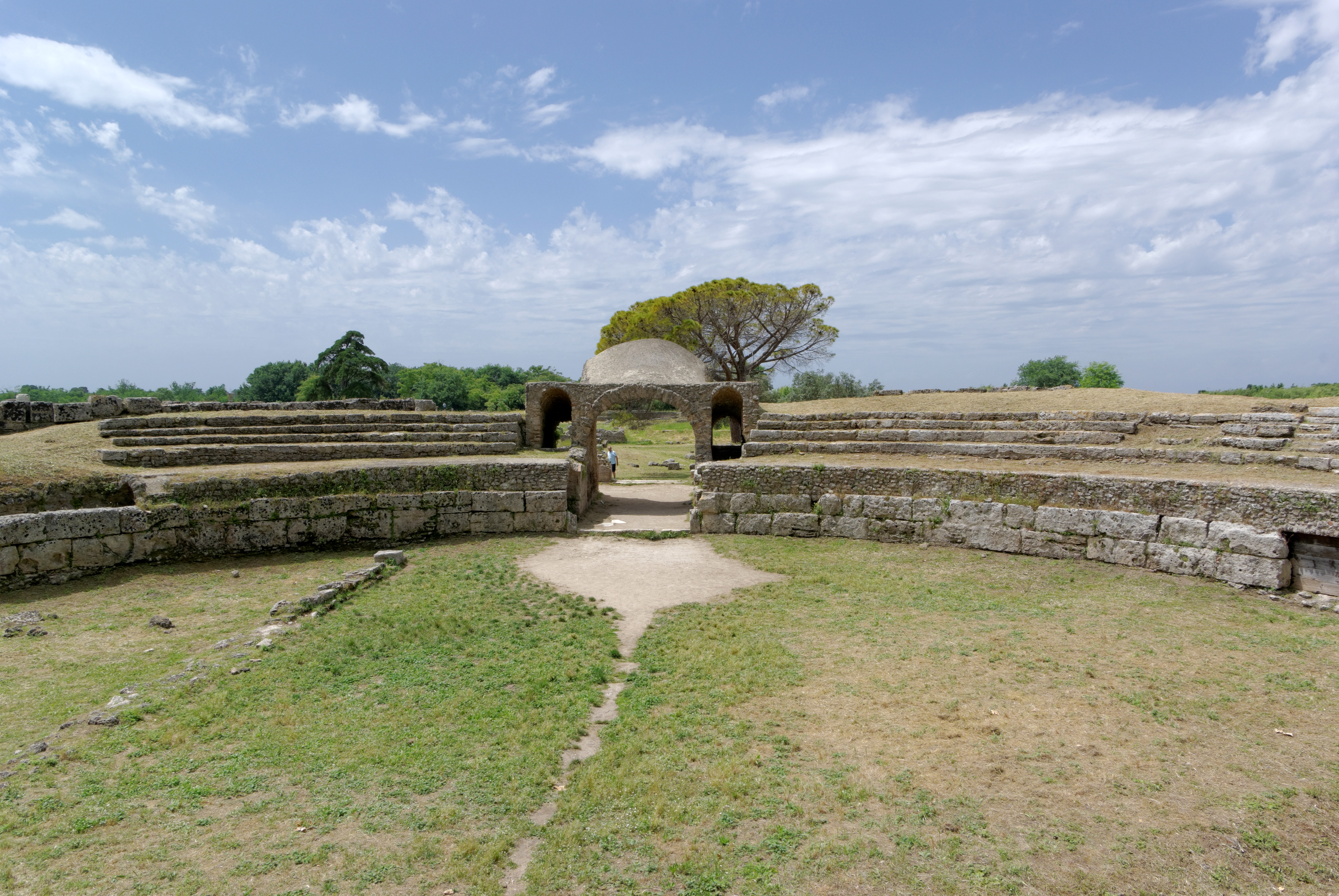
L'anfiteatro.

Paestum è anche località balneare, dotata di una spiaggia sabbiosa lunga 12 chilometri e costeggiata da una pineta affacciata sul mar Tirreno.
Nel 273 a.C. Roma sottrasse Paistom alla confederazione lucana, vi insediò una colonia di diritto latino e cambiò il nome della città in Paestum. I rapporti tra Paestum e Roma furono sempre molto stretti: i pestani erano socii navales dei Romani, alleati che in caso di bisogno dovevano fornire navi e marinai. Le imbarcazioni che Paestum e la non lontana Velia fornirono ai Romani dovettero probabilmente avere un peso rilevante durante la Prima Guerra Punica. Durante la Seconda Guerra Punica Paestum rimase fedele alleata di Roma: dopo la battaglia di Canne, addirittura offrì a Roma tutte le patere d'oro conservate nei suoi templi. La generosa offerta fu rifiutata dall'Urbe, che però non disdegnò, invece, le navi cariche di grano grazie alle quali i Romani assediati da Annibale entro le mura di Taranto poterono resistere. Come ricompensa della sua fedeltà, a Paestum fu permesso di battere moneta propria, in bronzo, fino ai tempi di Tiberio: tale conio si riconosce per la sigla "PSSC" (Paesti Signatum Senatus Consulto).
Sotto il dominio romano vennero realizzate importanti opere pubbliche, che mutano il volto dell'antica polis greca: il Foro andò a sostituire l'enorme spazio dell'agorà e ridusse l'area del santuario meridionale; il cosiddetto "Tempio della Pace", probabilmente il Capitolium; il santuario della Fortuna Virile; l'anfiteatro. Anche l'edilizia privata rispecchia il benessere di cui Paestum dovette godere in tale periodo, benché fossero state realizzate due importanti arterie di comunicazione interne, la via Appia e la Via Popilia, che di fatto tagliavano la città fuori dalle grandi rotte commerciali: la prima collegando Roma direttamente all'Adriatico e di qui all'Oriente, la seconda attraversando la Magna Grecia lungo un percorso lontano dalla costa.
La città conobbe un fenomeno di cristianizzazione relativamente precoce: sono infatti documentati martirii al tempo di Diocleziano. Nel 370 d.C. un pestàno, Gavinio, vi portò il corpo dell'apostolo San Matteo, poi trasferito a Capaccio Vecchio ed infine a Salerno.

### Il tramonto
Il geografo Strabone riporta che Paestum era resa insalubre da un fiume che scorreva poco distante e che si spandeva fino a creare una palude. Si tratta del Salso, identificato con Capodifiume, corso d'acqua che tuttora fluisce a ridosso delle mura meridionali, dove, in corrispondenza di Porta Giustizia, è scavalcato da un ponticello databile al IV secolo a.C. Probabilmente dovette iniziare ad impaludarsi l'area circostante la parte sud-occidentale dell'insediamento, in quanto il fiume non riusciva più a defluire normalmente a causa del progressivo insabbiamento della foce e del lido che doveva trovarsi non distante da Porta Marina. È possibile notare come i pestani cercassero di correre ai ripari e difendersi da questa calamità, innalzando i livelli delle strade, sopraelevando le soglie delle case, realizzando opere di canalizzazione a quote sempre maggiori. Caratteristica delle acque del Salso, ricordata da Strabone, era quella di pietrificare in breve tempo qualsiasi cosa, essendo ricchissime di calcare.
Riscoperta solamente nel 2020, ma nota da prima dell'Ottocento è l'esistenza di una galleria lunga 50 metri che collegava la Basilica al Tempio di Nettuno e che conteneva quattro pozzi di raccolta delle acque piovane di scolo convogliate dai tetti dei due più grandi edifici di Paestum. La struttura, accessibile da un vano scala, era utilizzata anche un luogo di culto per abluzioni rituali e rappresentava la soluzione all'annoso problema idrico di Paestum, causato dall'elevata salinità delle acque sorgive vicine al mare e dalla scarsa potabilità di quelle di Capodifiume.

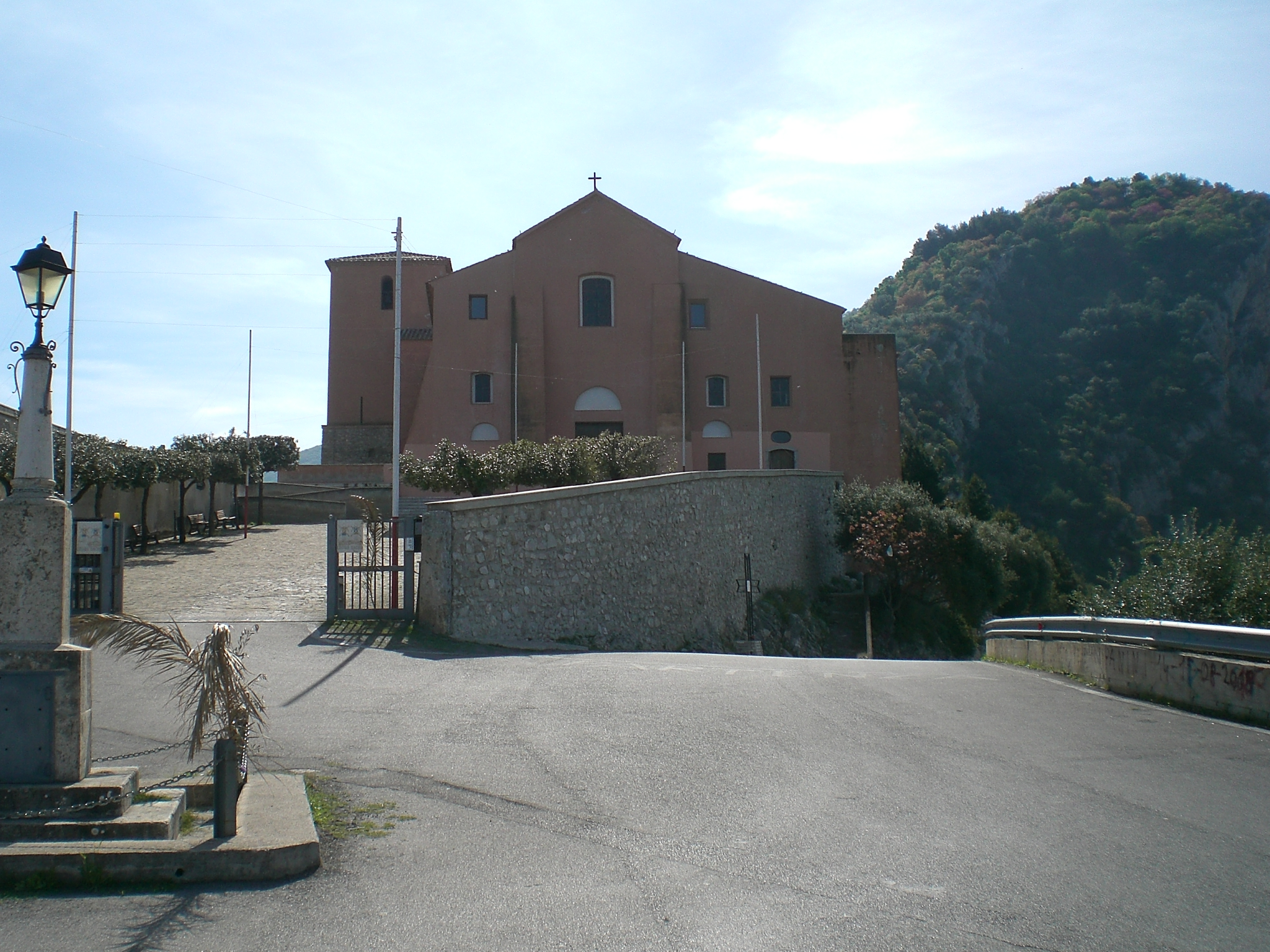
Capaccio, Santuario della Madonna del Granato

L'impaludamento della città fece sì che essa si contraesse progressivamente, ritirandosi man mano verso il punto più alto, intorno al Tempio di Cerere, dove è attestato l'ultimo nucleo abitativo. Tagliata fuori dalle direttrici commerciali, insabbiatosi il suo porto, la vita dell'antica polis dovette ridursi a pura sussistenza. Con la crisi della religione pagana, poco lontano dal Tempio di Cerere sorse una basilica cristiana (chiesa dell'Annunziata), mentre pochi anni dopo lo stesso tempio venne trasformato in chiesa. Un interessante caso di sincretismo religioso si riscontra nell'iconografia della Vergine venerata nell'area pestana: uno dei simboli della Hera poseidoniate, la melagrana, emblema di fertilità e ricchezza, passò alla Madonna, che prese l'epiteto di Madonna del Granato.
Sebbene fosse divenuta sede vescovile almeno a partire dal V secolo d.C., nell'VIII secolo o IX secolo d.C. Paestum venne definitivamente abbandonata dagli abitanti che si rifugiarono sui monti vicini: il nuovo insediamento prese nome dalle sorgenti del Salso, Caput Aquae appunto, dal quale probabilmente deriva il toponimo Capaccio. Qui trovarono scampo dalla malaria e dalle incursioni saracene, portando con sé il culto di Santa Maria del Granato, tuttora venerata nel santuario della Madonna del Granato.
Nell'XI secolo Ruggero il Normanno avviò un'operazione di spoliazione dei materiali dei templi di Paestum, mentre Roberto il Guiscardo depredò gli edifici abbandonati della città per ricavarne marmi e sculture da impiegare nella costruzione del Duomo di Salerno.

### Riscoperta e scavi

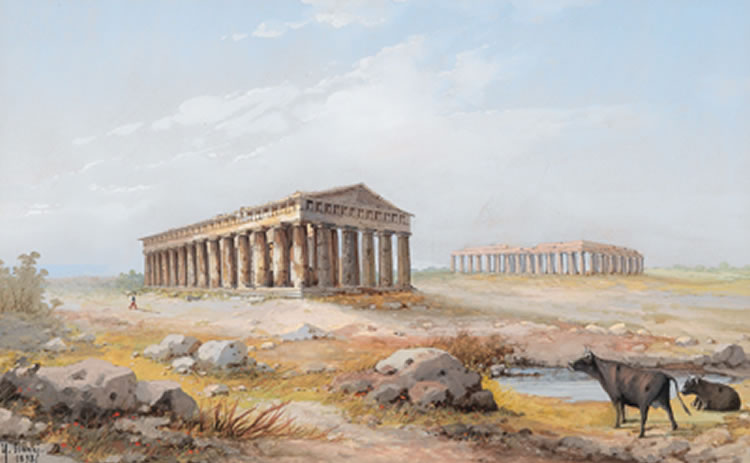
Paestum in un dipinto nel 1898. In primo piano, le bufale, unici animali a resistere alla malaria.

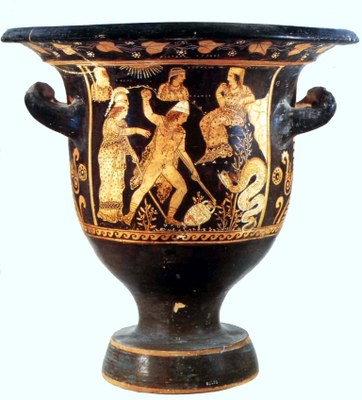
Cratere di Assteas (Napoli, Museo archeologico nazionale).

Con l'abbandono di Paestum, dell'antica città rimase solo un vago ricordo. In epoca rinascimentale diversi scrittori e poeti citarono Paestum, pur ignorandone l'esatta ubicazione, ponendola ad Agropoli o addirittura a Policastro: si trattava soprattutto di citazioni di Virgilio, Ovidio e Properzio, sulla bellezza ed il profumo delle rose pestane che fiorivano due volte in un anno. Nel XVI secolo il sito iniziò a conoscere una nuova fase di vita, con la formazione di un minuscolo centro imperniato sulla chiesa dell'Annunziata. Soltanto agli inizi del Settecento, però, si riscontrano accenni eruditi, in opere descrittive del Regno di Napoli, a tre "teatri" o "anfiteatri" posti a poca distanza dal fiume Sele. Intorno alla metà del XVIII secolo, Carlo di Borbone fece costruire l'attuale SS18, che attraversando la città in senso N-S, tranciò l'anfiteatro in due parti, sancendo però la definitiva riscoperta della città antica. Vennero realizzati e pubblicati i primi rilievi, incisioni e stampe che ritraevano i templi ed i luoghi, cui si aggiunsero disegni e schizzi degli ammirati visitatori che andavano via via aumentando. Divenne ben presto una tappa obbligata del Grand Tour.
(Goethe, Viaggio in Italia, 23 marzo 1787)
Celebri sono le splendide tavole del Piranesi (1778), del Paoli (1784), del Saint Non (1786). Lo storico dell'arte Winckelmann visitò Paestum nel maggio del 1758 e l'incontro con i templi dorici pestani fu decisivo per la sua interpretazione dell'arte greca come origine dell'arte occidentale; Goethe, che fu a Paestum il 24 marzo del 1787, riconobbe nelle forme imponenti dei templi pestani la confutazione storica del paradigma ideale di una architettura dorica snella ed elegante.

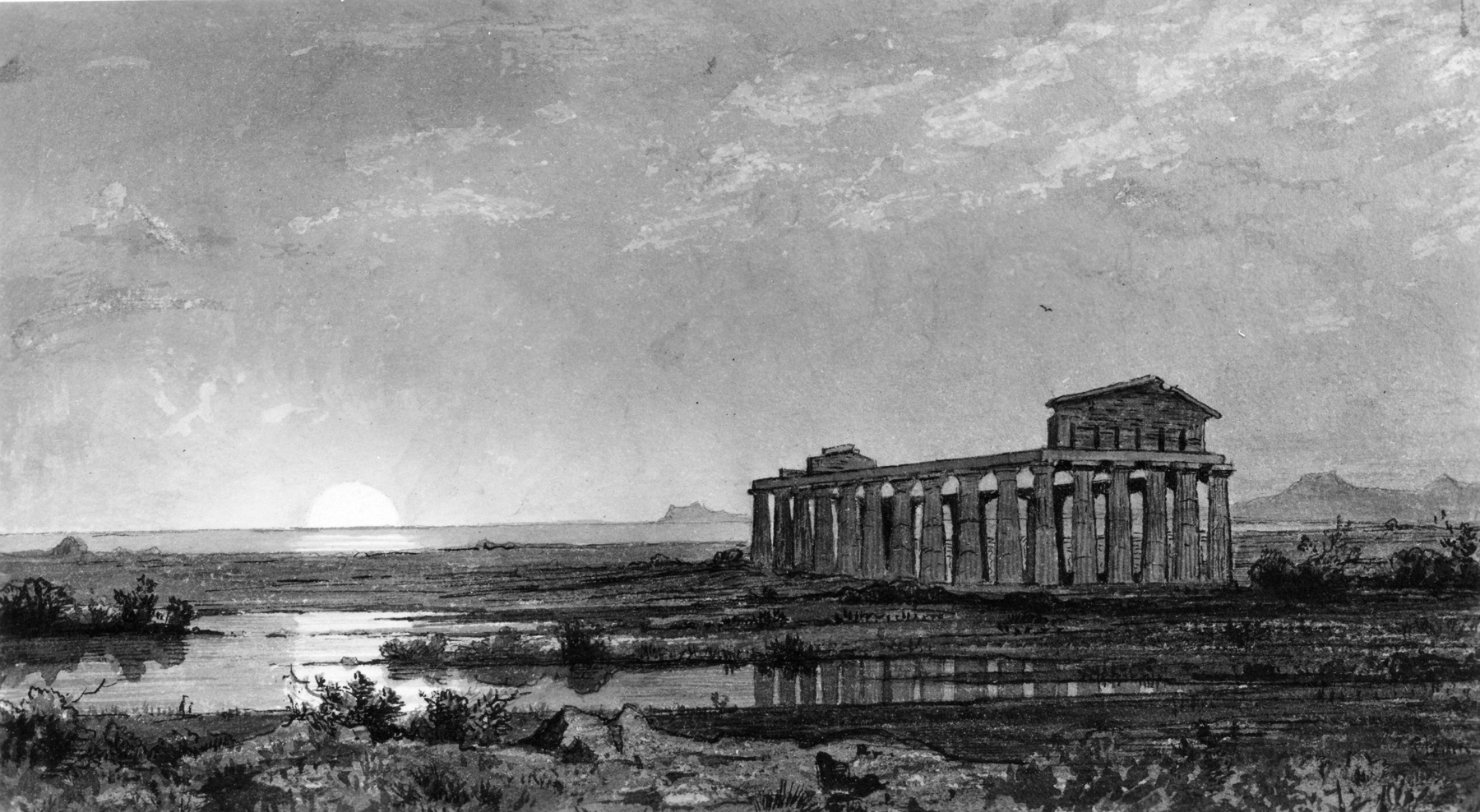
Paestum nel 1858, in un suggestivo disegno di William Stanley Haseltine.

A tale diffuso interesse non seguirono però campagne di ricerche e di scavi, a causa del banco di calcare formatosi nel corso dei millenni per precipitazione dalle acque del Salso: coprendo ogni cosa, aveva convinto gli studiosi e gli archeologi che della città antica, oltre ai templi, non si fosse conservato nulla. Fu solamente agli inizi del Novecento che, riconoscendo nel banco una formazione recente, furono intrapresi i primi scavi: tra il 1907 e il 1914 indagini archeologiche, guidate dallo Spinazzola, interessarono l'area della "Basilica" spingendosi in direzione del Foro; tra il 1925 e il 1938 si completarono gli scavi del Foro - con l'individuazione del cosiddetto "Tempio della Pace", del comitium, della via di Porta Marina, e dell'anfiteatro - e si intensificarono le ricerche intorno al Tempio di Cerere; venne dunque completato lo scavo delle mura, in parte restaurate con criteri discutibili, e vennero individuate le cosiddette Porta Marina e Porta Giustizia.
Dopo la II Guerra Mondiale gli scavi sistematici della città ebbero forte impulso: negli anni Cinquanta si approfondirono le indagini delle aree intorno ai templi, portando al recupero delle stipi votive della "Basilica" e del "Tempio di Nettuno"; il "Tempio di Cerere" venne liberato dalle superfetazioni più tarde; nel luglio del 1954 si scoprì il sacello sotterraneo. Più recente fu l'individuazione delle insulae ad ovest della Via Sacra, consentendo di comprendere alcuni elementi dell'abitato della città antica, del suo impianto urbanistico e del suo sviluppo edilizio.
Tra la fine degli anni Sessanta e l'inizio degli anni Settanta, vennero scavate sistematicamente le numerose e ricchissime necropoli di Paestum, permettendo il recupero non solo di opere straordinarie e pressoché uniche, come la Tomba del Tuffatore, ma anche dei ricchi corredi funerari con le splendide ceramiche di produzione locale, opera di artisti rinomati come Assteas, Python ed il cosiddetto Pittore di Afrodite.
A partire dal 1988, grazie a finanziamenti erogati nell'ambito del progetto F.I.O. (Fondi per l'Investimento e l'Occupazione) e ai successivi fondi resi disponibili dal Ministero per i Beni e le Attività Culturali sui proventi del gioco del Lotto, a quelli stanziati dal Piano Pluriennale per l’Archeologia (2000-2002) e, infine, alle risorse comunitarie del Programma Operativo Regionale (P.O.R. Campania 2000-2006), la Soprintendenza ha potuto attivare un piano organico di interventi di scavo, restauro e messa in valore dei monumenti della città antica 

## Area archeologica

### La cinta muraria

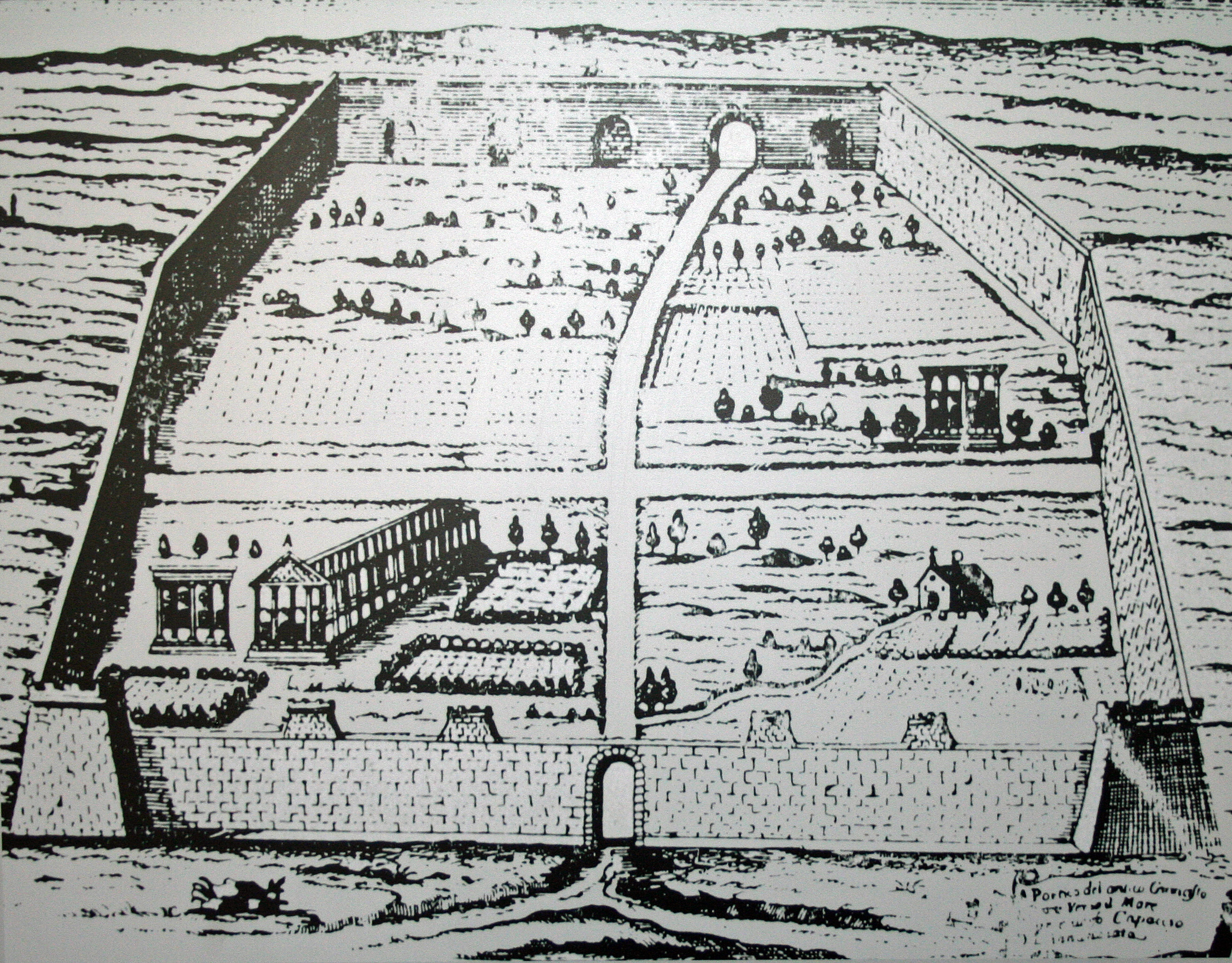
Pianta di Paestum del 1732, realizzata prima dell'apertura da parte di Carlo di Borbone dell'attuale SS18, che tuttora la attraversa. La pianta della città, ben riconoscibile in tutti i suoi elementi, risulta tuttavia molto imprecisa e approssimativa.

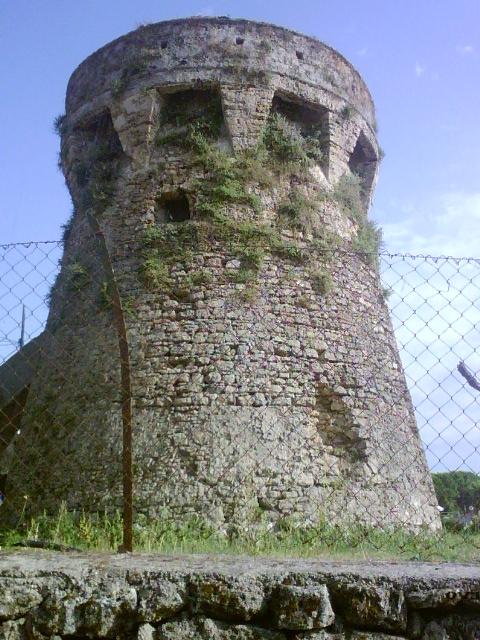
Torre di Paestum, ad un chilometro dagli scavi, una delle tante per il controllo del litorale tirrenico.

Paestum è circondata da una cinta muraria quasi totalmente conservata, con un perimetro poligonale che si sviluppa per circa 4,75 km, seguendo l'andamento del banco di travertino sul quale sorge la città. È costituita da una muratura a doppia cortina di grandi blocchi squadrati, riempita al centro con terra ed intervallata da 28 torri a pianta quadrata e circolare, quasi tutte ridotte a ruderi.
In corrispondenza dei punti cardinali si aprono le quattro porte principali d'accesso; vi sono inoltre una serie di ben 47 aperture minori, le posterule, funzionali sia per l'accesso in città sia per l'organizzazione della difesa:
- la Porta Sirena, così chiamata da un animale fantastico scolpito con funzioni apotropaiche all'esterno di essa, si trova sul lato est;
- sul lato sud si apre invece Porta Giustizia, con un ampio vestibolo d'accesso, difesa ai lati da due torri, una circolare, una quadrata;
- l'ingresso ad ovest, che affaccia verso il mare, avveniva attraverso Porta Marina, dotata anch'essa di un ampio vestibolo lastricato e difesa ai lati da due torri, una circolare ed una quadrata;
- poco resta invece della Porta Aurea, a nord della città, demolita agli inizi dell'Ottocento[16] per il passaggio della Strada Statale 18.

### Via Sacra e quartieri di abitazione
La Via Sacra, utilizzata anche durante le processioni religiose, venne riportata alla luce nel 1907. Larga 9 metri, si presenta lastricata da grossi blocchi di calcare - alcuni recanti il solco lasciato dal passaggio delle ruote dei carri - e munita di marciapiedi sopraelevati; il lastricato romano ricalca il precedente tracciato di età greca. 
Su entrambi i lati, lì dove non vi siano aree pubbliche o cultuali, si estendono i quartieri abitativi della città, non ancora indagati nella loro interezza e complessità. La parte scavata presenta grandi strutture signorili, sovrapposte a più antiche costruzioni.

### Il Foro
L'area del Foro, di forma rettangolare, venne sistemata dopo l'insediamento della colonia latina, ridimensionando il precedente spazio pubblico di età greca, l'agorà, e togliendo verso sud una fascia di territorio all'area (temenos) del santuario meridionale.
La piazza romana si presenta fiancheggiata da vari edifici pubblici e religiosi e botteghe e cinto su tre lati almeno da un porticato su un piano leggermente rialzato. Sul lato meridionale sorge un edificio quadrato e absidato, sorto su una precedente costruzione greca, forse una stoà: della fase di età imperiale si conservano quattro basi marmoree di colonne poste intorno ad una struttura ottagonale, cosa che ha fatto identificare il complesso con un macellum. Segue un edificio rettangolare comunicante con il precedente, con semicolonne addossate alle pareti e un'esedra: si pensa possa trattarsi della curia. Sotto il suo muro meridionale sono i resti di un tempio italico di età romana repubblicana. Un'altra sala rettangolare rappresenta i resti delle Terme, parzialmente scavate e ricostruite; una piccola costruzione con tre podi sul muro di fondo invece era probabilmente il lararium cittadino.
Sul lato nord del Foro si trova il cosiddetto "Tempio Italico", probabilmente il Capitolium della città romana. Si tratta di un tempio esastilo, su un alto podio, preceduto da un'ampia gradinata con un semplice altare rettangolare. Il lato orientale del tempio si innesta su un edificio a gradinate in cui si riconosce il comitium: l'area centrale è accessibile attraverso corridoi a volta sia dal Foro, dove la facciata fungeva da suggestum (podio per gli oratori), sia da oriente.
Ancora ad est si trova una piccola costruzione greca, rettangolare, in muratura, probabilmente l'erario, sede del tesoro della città. Dietro sorge l'anfiteatro, esternamente in laterizio, tagliato in due dalla vecchia SS18.

### I templi

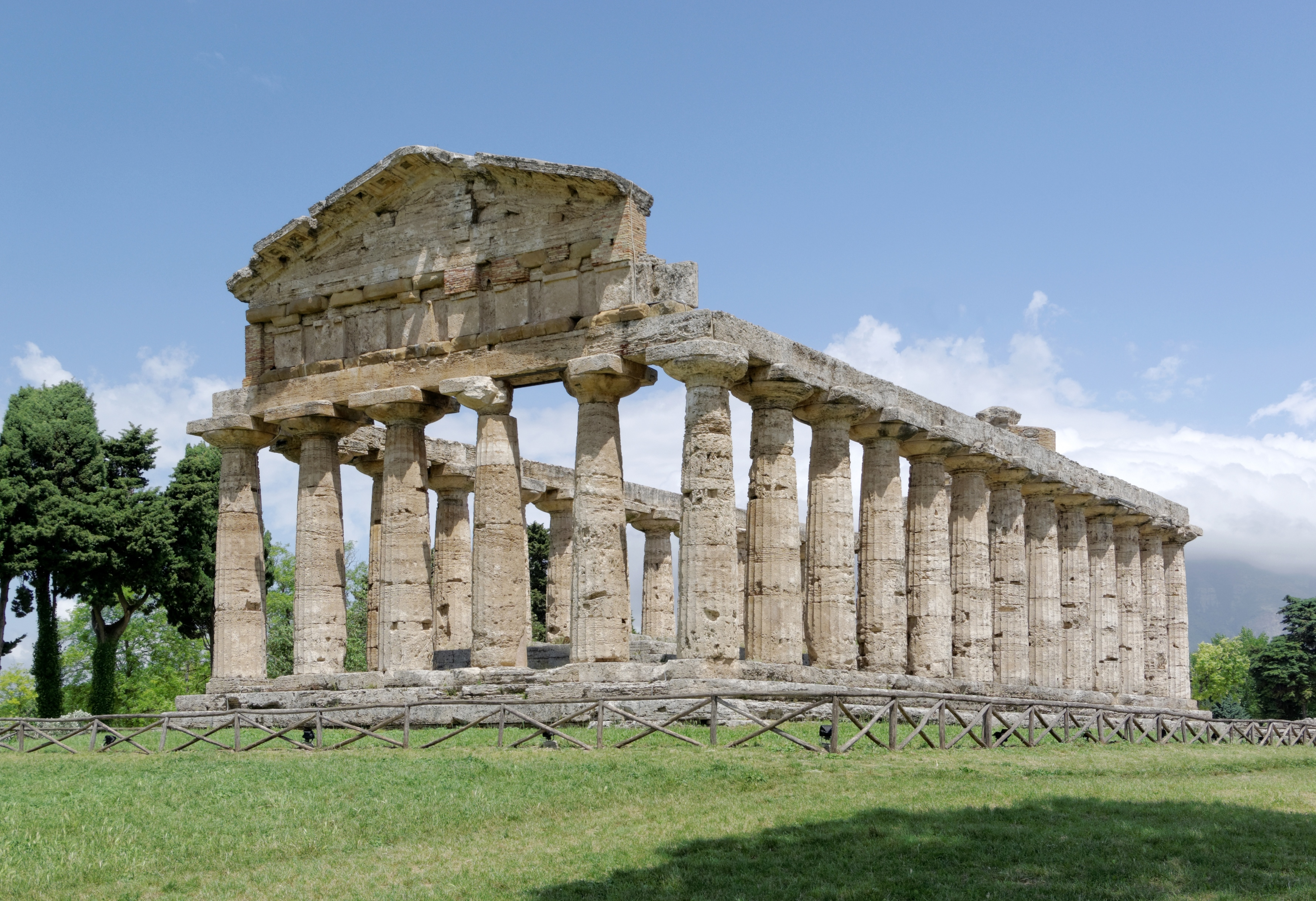
Il tempio di Atena a Paestum (detto "tempio di Cerere").

Miracolosamente giunti in ottime condizioni, tanto da essere considerati esempi unici dell'architettura magno-greca, sono i tre templi di ordine dorico edificati nelle due aree santuariali urbane di Paestum, dedicate rispettivamente ad Era e ad Atena. Tra il 2003 e il 2013, l'area dei Templi di Paestum è stata protagonista di una serie di interventi di restauro che hanno permesso, oltre al recupero degli edifici, di fare luce sulle tecniche e i materiali utilizzati per la realizzazione degli stessi.

#### Tempio di Era I
La cosiddetta "Basilica" è in realtà un tempio dedicato ad Era.
Tempio periptero (9 x 18 colonne), fu edificato a partire dal 560 a.C. circa e deve all'arcaicità delle sue forme il fraintendimento della propria funzione: una delle peculiarità strutturali più evidenti è nel fronte enneastilo (di 9 colonne), con la colonna mediana in asse con l'unico colonnato interno, mentre in età più recente il numero di colonne frontali sarà sempre pari. È un tempio di ordine dorico dedicato a Era, sposa di Zeus, dea della fertilità, della vita e della nascita, protettrice del matrimonio e della famiglia.

#### Tempio di Era II
L'attribuzione cultuale del cosiddetto "Tempio di Nettuno", il più grande tra i templi di Paestum, è, allo stato attuale degli studi, ancora problematica: le ipotesi più accreditate lo vogliono dedicato ad Hera, oppure a Zeus oppure ad Apollo. L'attribuzione a Nettuno è invece un errore compiuto dagli studiosi del XVIII-XIX secolo, ai quali sembrò inevitabile che il tempio più grande di Poseidonia dovesse essere dedicato alla medesima divinità protettrice della città. Costruito interamente in travertino intorno alla metà del V secolo a.C., l'edificio mostra soluzioni stilistiche ed architettoniche oramai prossime a quelle della fase classica dell'ordine dorico e che lo rendono assimilabile al Tempio di Zeus di Olimpia, dalla cui datazione è stata ricavata, per comparazione, quella del tempio di Nettuno.

#### Tempio di Atena
Il Tempio di Atena, dea della saggezza, dell’artigianato e della guerra, edificato intorno al 500 a.C., era in precedenza noto come Tempio di Cerere. È il più piccolo tra gli edifici templari, con colonne doriche nel peristilio e ioniche nella cella.

#### Tempietto
A giugno 2019, durante il restauro e la messa in sicurezza della cinta muraria, è stato accidentalmente rinvenuto un quarto tempio, databile al primo quarto del V secolo a.C. Di dimensioni contenute (15,6 m x 7,5 m) e un'altezza probabilmente inferiore ai 3 metri, si tratta di un tempio periptero tetrastilo con 7 colonne sui lati ed edificato in uno stile dorico di transizione tra il periodo arcaico e quello classico. Fu abbandonato tra la fine del II e l'inizio del I secolo a.C.

### Le aree pubbliche

#### Tempio italico
Questo tempio è situato sul lato nord del Foro, probabilmente era il Capitolium della città romana. Si tratta di un tempio esastilo, su un alto podio, preceduto da un’ampia gradinata con un semplice altare rettangolare.

#### Piscina
Il santuario, dedicato alla Fortuna Virilis, era destinato ai riti di fertilità che si tenevano durante le feste in onore di Venere (Venerea).
Al santuario è associata una grande piscina (47 × 21 m), elemento centrale delle venerea. Sui pilastri in pietra, ancora oggi visibili, veniva posizionata una piattaforma in legno su cui veniva sistemata la statua di Venere seduta in trono.
Le donne sposate che partecipavano al rito si immergevano nella piscina nella speranza di poter avere un parto felice.

### Il santuario di Hera alla foce del Sele
Il santuario posto in prossimità della foce del Sele è un antichissimo luogo di culto extramurario dedicato alla dea Hera, che la tradizione mitica vuole fondato dagli Argonauti. Aveva molto probabilmente funzioni emporiche.

### Necropoli
Numerose necropoli costellano l'area esterna alle mura. Una delle più grandi, a circa un chilometro dal sito archeologico, è la necropoli del Gaudo. Estesa per circa 2000 m², presenta una serie di caratteristiche proprie tale da essere attribuita ad una facies culturale a sé stante, definita appunto cultura del Gaudo. La necropoli fu scoperta casualmente nel corso dello sbarco a Salerno dell'US Army, durante i lavori per la realizzazione di una pista di atterraggio.

## Museo
Il museo raccoglie un'importante collezione di reperti rinvenuti nelle aree che circoscrivono Paestum, in primo luogo i corredi funebri provenienti dalle necropoli greche e lucane. Innumerevoli sono i vasi, le armi e le lastre tombali affrescate.
Le più celebri provengono dalla cosiddetta Tomba del Tuffatore (480-470 a.C.), esempio unico di pittura greca di età classica e della Magna Grecia, con una raffigurazione simbolica interpretata come la transizione dalla vita al regno dei morti.
Notevole, per importanza, risulta anche la serie di tombe affrescate, risalenti al periodo lucano della città.
Nel museo sono inoltre esposti i cicli metopali provenienti dall'Heraion del Sele.